# Eirik Kvalfoss
Eirik Kvalfoss (ur. 25 grudnia 1959 w Voss) – norweski biathlonista, trzykrotny medalista olimpijski, wielokrotny medalista mistrzostw świata oraz zdobywca Pucharu Świata.

## Kariera
W 1979 roku zajął czwarte miejsce w sprincie podczas mistrzostw świata juniorów. Debiut Norwega w Pucharze Świata miał miejsce 22 stycznia 1981 roku w Anterselvie. Wygrał tam rywalizację w biegu indywidualnym, wyprzedzając na podium Toivo Mäkikyrö z Finlandii oraz Anatolija Alabjewa z ZSRR. W kolejnych startach jeszcze 36 razy stawał na podium, odnosząc przy tym czternaście zwycięstw. Oprócz zwycięstwa z Anterselvy jeszcze trzy razy triumfował w biegu indywidualnym: 17 marca 1988 roku w Jyväskylä, 7 lutego 1989 roku w Feistritz i 15 marca 1990 roku w Kontiolahti, a dziesięciokrotnie był najlepszy w sprincie: 4 kwietnia 1981 roku w Hedenäset, 13 lutego 1982 roku w Mińsku, 28 stycznia 1983 roku w Ruhpolding, 26 lutego 1983 roku w Anterselvie, 14 stycznia 1984 roku w Pontresinie, 14 lutego 1984 roku w Sarajewie, 8 marca 1984 roku w Oslo, 15 marca 1988 roku w Keuruu, 4 marca 1989 roku w Hämeenlinna i 16 marca 1991 roku w Canmore. Zwycięstwo w Canmore był jednocześnie jego ostatnim podium w zawodach tego cyklu. Najlepsze wyniki osiągnął w sezonie 1988/1989, kiedy zwyciężył w klasyfikacji generalnej. Rywalizację w sezonach 1982/1983, 1987/1988 i 1989/1990 kończył na drugiej pozycji, ulegając kolejno Peterowi Angererowi, Fritzowi Fischerowi (obaj z RFN) oraz Siergiejowi Czepikowowi z ZSRR. Ponadto w sezonie 1983/1984 był trzeci. W sezonie 1988/1989 wygrał też klasyfikację sprintu i był trzeci w klasyfikacji biegu indywidualnego, natomiast w sezonie 1989/1990 był drugi w biegu indywidualnym i trzeci w sprincie.
W 1981 roku wystąpił na mistrzostwach świata w Lahti, zajmując 17. miejsce w biegu indywidualnym, ósme w sprincie i czwarte w sztafecie. Największe sukcesy osiągnął podczas mistrzostw świata w Mińsku rok później, gdzie zdobył trzy medale, jeden złoty i dwa srebrne. Najpierw zajął drugie miejsce w biegu indywidualnym, rozdzielając na podium Franka Ullricha z NRD i swego rodaka, Terje Krokstada. Trzy dni później zwyciężył w sprincie, wyprzedzając Ullricha i Władimira Alikina z ZSRR, zostając jednocześnie pierwszym Norwegiem, który zdobył ten tytuł. Następnie razem z Kjellem Søbakiem, Rolfem Storsveenem i Oddem Lirhusem wywalczył srebrny medal w sztafecie. Na rozgrywanych rok później mistrzostwach świata w Anterselvie obronił tytuł mistrzowski w sprincie, zajmując ponadto trzecie miejsce w sztafecie. Z mistrzostw świata w Ruhpolding w 1985 roku wrócił z jednym medalem. W sprincie był tam drugi, plasując się za Frankiem-Peterem Roetschem z NRD, a przed Włochem Johannem Passlerem. Ostatni złoty medal zdobył na mistrzostwach świata w Feistritz w 1989 roku, gdzie okazał się najlepszy w biegu indywidualnym. Był dopiero drugim norweskim biathlonistą, który został mistrzem świata w tej konkurencji (pierwszym był Olav Jordet na MŚ 1965). W swej koronnej konkurencji, sprincie, był tym razem drugi, przegrywając z Frankiem Luckiem z NRD. Na tej samej imprezie zdobył też kolejny brązowy medal w sztafecie, razem z Geirem Einangiem, Gisle Fenne i Sylfestem Glimsdalem. Srebro w sprincie zdobył również na mistrzostwach świata w Mińsku/Oslo/Kontiolahti w 1990 roku, gdzie lepszy był tylko reprezentant NRD - Mark Kirchner. Trzy medale, ostatnie w karierze, zdobył także podczas mistrzostw świata w Lahti w 1991 roku, gdzie we wszystkich konkurencjach zajmował trzecie miejsce. Blisko kolejnych medali był jeszcze na rozgrywanych w 1993 roku w mistrzostwach świata w Borowcu, gdzie był czwarty w sprincie i biegu indywidualnym. W walce o podium lepsi okazali się dwaj Rosjanie, kolejno Siergiej Tarasow i Siergiej Czepikow.
Poza tym Kvalfoss wywalczył trzy medale na igrzyskach olimpijskich w Sarajewie w 1984 roku. W pierwszej konkurencji, biegu indywidualnym, zajął trzecie miejsce, plasując się za Peterem Angererem z RFN i Frankiem-Peterem Roetschem z NRD. Trzy dni później został pierwszym norweskim mistrzem olimpijskim w sprincie, pokonując Angerera i kolejnego reprezentanta NRD - Matthiasa Jacoba. Na zakończenie igrzysk reprezentacja Norwegii w składzie: Odd Lirhus, Eirik Kvalfoss, Rolf Storsveen i Kjell Søbak wywalczyła drugie miejsce w sztafecie. Na rozgrywanych cztery lata później igrzyskach w Calgary nie obronił tytułu mistrza olimpijskiego, nie stanął też na podium w żadnej z konkurencji. Zajął tam szóste miejsce w biegu indywidualnym, dwudzieste w sprincie oraz szóste w sztafecie. Brał również udział w igrzyskach olimpijskich w Albertville w 1992 roku, gdzie w startach indywidualnych plasował się poza czołową czterdziestką, a wraz z kolegami z reprezentacji zajął piątą pozycję w sztafecie. Po tym jak nie wywalczył miejsca w ekipie Norwegii na Zimowe Igrzyska Olimpijskie 1994 postanowił zakończyć karierę.
Po zakończeniu kariery zamieszkał w Oslo, gdzie pracował jako manager.

## Osiągnięcia

### Igrzyska olimpijskie
| Rok  | Miejscowość | Konkurencje | Konkurencje | Konkurencje | Konkurencje | Konkurencje | Konkurencje | Konkurencje |
| Rok  | Miejscowość | IN          | SP          | PU          | MS          | RL          | MR          | SR          |
| ---- | ----------- | ----------- | ----------- | ----------- | ----------- | ----------- | ----------- | ----------- |
| 1984 | Sarajewo    | 3.          | 1.          | nd.         | nd.         | 2.          | nd.         | –           |
| 1988 | Calgary     | 6.          | 20.         | nd.         | nd.         | 6.          | nd.         | –           |
| 1992 | Albertville | 57.         | 47.         | nd.         | nd.         | 5.          | nd.         | –           |

### Mistrzostwa świata
| Rok  | Miejscowość | Konkurencje | Konkurencje | Konkurencje | Konkurencje | Konkurencje | Konkurencje | Konkurencje |
| Rok  | Miejscowość | IN          | SP          | PU          | MS          | RL          | MR          | SR          |
| ---- | ----------- | ----------- | ----------- | ----------- | ----------- | ----------- | ----------- | ----------- |
| 1981 | Lahti       | 17.         | 8.          | nd.         | nd.         | 4.          | nd.         | –           |
| 1982 | Mińsk       | 2.          | 1.          | nd.         | nd.         | 2.          | nd.         | –           |
| 1983 | Anterselva  | 14.         | 1.          | nd.         | nd.         | 3.          | nd.         | –           |
| 1985 | Ruhpolding  | 26.         | 2.          | nd.         | nd.         | 4.          | nd.         | –           |
| 1986 | Oslo        | 25.         | 12.         | nd.         | nd.         | 5.          | nd.         | –           |
| 1987 | Lake Placid | 17.         | 41.         | nd.         | nd.         | 4.          | nd.         | –           |
| 1989 | Feistritz   | 1.          | 2.          | nd.         | nd.         | 3.          | nd.         | –           |
| 1990 | Oslo/Mińsk  | 10.         | 2.          | nd.         | nd.         | 4.          | nd.         | –           |
| 1991 | Lahti       | 3.          | 3.          | nd.         | nd.         | 3.          | nd.         | –           |
| 1993 | Borowec     | 4.          | 4.          | nd.         | nd.         | 9.          | nd.         | –           |

### Puchar Świata

#### Miejsca w klasyfikacji generalnej
| Sezon     | Miejsce |
| --------- | ------- |
| 1980/1981 | 4.      |
| 1981/1982 | 8.      |
| 1982/1983 | 2.      |
| 1983/1984 | 3.      |
| 1984/1985 | 7.      |
| 1985/1986 | 4.      |
| 1986/1987 | 4.      |
| 1987/1988 | 2.      |
| 1988/1989 | 1.      |
| 1989/1990 | 2.      |
| 1990/1991 | 11.     |
| 1991/1992 | 20.     |
| 1992/1993 | 32.     |
| 1993/1994 | -       |

#### Miejsca na podium chronologicznie
| Lp. | Dzień       | Rok  | Miejscowość  | Konkurencja                | Lokata | Pudła   | Czas biegu | Strata  | Zwycięzca           |
| --- | ----------- | ---- | ------------ | -------------------------- | ------ | ------- | ---------- | ------- | ------------------- |
| 1.  | 22 stycznia | 1981 | Anterselva   | Bieg indywidualny na 20 km | 1.     | ?       | 1:13:10,9  | –       | –                   |
| 2.  | 31 stycznia | 1981 | Ruhpolding   | Sprint na 10 km            | 3.     | ?       | 34:29,8    | +29,8   | Frank Ullrich       |
| 3.  | 4 kwietnia  | 1981 | Hedenäset    | Sprint na 10 km            | 1.     | 1       | 33:10,0    | –       | –                   |
| 4.  | 10 lutego   | 1982 | Mińsk        | Bieg indywidualny na 20 km | 2.     | 0+0+1+1 | 1:07:17,0  | +33,3   | Frank Ullrich       |
| 5.  | 13 lutego   | 1982 | Mińsk        | Sprint na 10 km            | 1.     | 1+1     | 33:03,2    | –       | –                   |
| 6.  | 28 stycznia | 1983 | Ruhpolding   | Sprint na 10 km            | 1.     | 0+1     | 35:16,8    | –       | –                   |
| 7.  | 26 lutego   | 1983 | Anterselva   | Sprint na 10 km            | 1.     | 0+2     | 31:12,3    | –       | –                   |
| 8.  | 4 marca     | 1983 | Lahti        | Sprint na 10 km            | 2.     | 0+0     | 32:46,9    | +30,4   | Algimantas Šalna    |
| 9.  | 7 stycznia  | 1984 | Falun        | Sprint na 10 km            | 3.     | 0+2     | 29:59,6    | +10,3   | Algimantas Šalna    |
| 10. | 14 stycznia | 1984 | Pontresina   | Sprint na 10 km            | 1.     | 0+1     | 29:29,4    | –       | –                   |
| 11. | 11 lutego   | 1984 | Sarajewo     | Bieg indywidualny na 20 km | 3.     | 2+1+1+1 | 1:11:52,7  | +2:09,7 | Peter Angerer       |
| 12. | 14 lutego   | 1984 | Sarajewo     | Sprint na 10 km            | 1.     | 1+1     | 30:53,8    | –       | –                   |
| 13. | 8 marca     | 1984 | Oslo         | Sprint na 10 km            | 1.     | 1+0     | 32:00,0    | –       | –                   |
| 14. | 16 lutego   | 1985 | Ruhpolding   | Sprint na 10 km            | 2.     | 1+0     | 30:25,2    | +50,9   | Frank-Peter Roetsch |
| 15. | 15 marca    | 1986 | Boden        | Sprint na 10 km            | 3.     | 1+0     | 30:52,2    | +30,3   | Matthias Jacob      |
| 16. | 24 stycznia | 1987 | Ruhpolding   | Sprint na 10 km            | 3.     | 1+1     | 28:28,1    | +38,6   | Fritz Fischer       |
| 17. | 21 stycznia | 1988 | Anterselva   | Sprint na 10 km            | 2.     | 1+1     | 29:21,6    | +19,1   | Frank-Peter Roetsch |
| 18. | 15 marca    | 1988 | Keuruu       | Sprint na 10 km            | 1.     | 1       | 24:54,7    | –       | –                   |
| 19. | 17 marca    | 1988 | Jyväskylä    | Bieg indywidualny na 20 km | 1.     | 1+0+0+0 | 58:02,4    | –       | –                   |
| 20. | 19 marca    | 1988 | Jyväskylä    | Sprint na 10 km            | 2.     | 1+1     | 27:28,8    | +23,9   | Franz Schuler       |
| 21. | 17 grudnia  | 1988 | Les Saisies  | Sprint na 10 km            | 2.     | 1+1     | 30:06,5    | +7,3    | Frank Luck          |
| 22. | 19 stycznia | 1989 | Borowec      | Bieg indywidualny na 20 km | 3.     | 0+1+0+1 | 54:42,5    | +1:38,0 | Jan Matouš          |
| 23. | 28 stycznia | 1989 | Ruhpolding   | Sprint na 10 km            | 2.     | 0+0     | 26:44,8    | +13,2   | Frank-Peter Roetsch |
| 24. | 7 lutego    | 1989 | Feistritz    | Bieg indywidualny na 20 km | 1.     | 0+0+0+1 | 58:13,0    | –       | –                   |
| 25. | 11 lutego   | 1989 | Feistritz    | Sprint na 10 km            | 2.     | 1+0     | 28:08,7    | +5,4    | Frank Luck          |
| 26. | 2 marca     | 1989 | Hämeenlinna  | Bieg indywidualny na 20 km | 2.     | 0+0+0+1 | 1:06:02,0  | +20,1   | Aleksandr Popow     |
| 27. | 4 marca     | 1989 | Hämeenlinna  | Sprint na 10 km            | 1.     | 0+1     | 33:22,7    | –       | –                   |
| 28. | 16 grudnia  | 1989 | Obertilliach | Sprint na 10 km            | 3.     | 1+1     | 25:32,8    | +4,0    | Birk Anders         |
| 29. | 19 stycznia | 1990 | Anterselva   | Sprint na 10 km            | 3.     | 1+1     | 28:50,6    | +13,1   | Jurij Kaszkarow     |
| 30. | 20 stycznia | 1990 | Anterselva   | Bieg indywidualny na 20 km | 3.     | 1+0+1+1 | 59:26,5    | +27,0   | Anders Mannelqvist  |
| 31. | 1 lutego    | 1990 | Walchsee     | Bieg indywidualny na 20 km | 2.     | 1       | 53:26,9    | +1:20,6 | Birk Anders         |
| 32. | 10 marca    | 1990 | Oslo         | Sprint na 10 km            | 2.     | 1+1     | 25:48,9    | +10,9   | Mark Kirchner       |
| 33. | 15 marca    | 1990 | Kontiolahti  | Bieg indywidualny na 20 km | 1.     | 0+1+0+0 | 59:24,2    | –       | –                   |
| 34. | 17 stycznia | 1991 | Ruhpolding   | Bieg indywidualny na 20 km | 3.     | 0+1+0+0 | 53:12,7    | +50,1   | Pieralberto Carrara |
| 35. | 19 lutego   | 1991 | Lahti        | Sprint na 10 km            | 3.     | 2+0     | 30:48,1    | +39,8   | Mark Kirchner       |
| 36. | 24 lutego   | 1991 | Lahti        | Bieg indywidualny na 20 km | 3.     | 0+1+1+0 | 1:03:05,7  | +32,6   | Mark Kirchner       |
| 37. | 16 marca    | 1991 | Canmore      | Sprint na 10 km            | 1.     | 0+1     | 26:16,1    | –       | –                   |